# Heibrug
De Heibrug (brug nr. 4) is een vaste brug in Amsterdam-Centrum.
De brug overspant het Singel en vormt de verbinding tussen de Heisteeg (richting centrum) en Wijde Heisteeg (richting west). De brug werd noodzakelijk na de staduitbreiding van eind 16e eeuw waarbij ook de westoever van het Singel bebouwd werd. Ze is ingetekend op de stadsplattegrond van Pieter Bast uit 1599 en ook op de kaart van Balthasar Florisz. van Berckenrode uit rond 1624 met de Hey Steegh.
De brug kon midden 19e eeuw het verkeer niet meer aan en moest vernieuwd worden. De baas van Stads Fabriekambt Allard Cornelis Pierson maakte een ontwerp voor (opnieuw) een houten brug en een ijzeren variant. Voor die laatste werd gekozen en deze verving de uit 1798 stammende brug. Daarvoor moesten grondige werkzaamheden uitgevoerd worden, want in 1854 wordt melding gemaakt van het onvoorzien verloren gaan van het fruitkantoor van de Appeltjesmarkt. In 1892 moest er opnieuw aan de brug gewerkt worden, een steenhouwer kreeg daarbij kokend lood in het oog en moest naar het ziekenhuis. De brug werd toen vernieuwd. In 1913 zag het er somber uit voor de brug, toen er onderzocht werd of de Leidsestraat verbreed kon worden met allerlei sloopwerkzaamheden tot gevolg. Dit werd de buurt bespaard, maar de gemeente had in 1920 al weer een nieuw plan klaar. Het complex Heisteeg, Spui, Singel zou gesloopt worden, waarbij de brug zuidwaarts verplaatst zou worden. Ook deze plannen gingen niet door. Het brugdek zou rond 1958 vernieuwd zijn; in 1983 volgde nog een herprofilering.
Brug en beide stegen zouden vernoemd zijn naar ’t Hayblok, een hoekhuis alhier. De naam Heybrug komt echter al voor in de Beschryvinge van Amsterdam, haar eerste oorspronk uyt den huyze der heeren van Aemstel en Aemstellant van 1665 en zou gerelateerd zijn aan de Heypoort dan wel Hayepoort. De brug heette voor 1606 de Strontenburgerbrug; de buurt stonk nogal vanwege twee scheepswerven die hier aan de verbinding met het Spui (toen nog water) lagen, die milieu-overlast bezorgden. In het jaar 1606 begon Amsterdam met een poging straatnamen vast te leggen, die later slechts deels tot definitieve vernoemingen zou leiden.

## Afbeeldingen

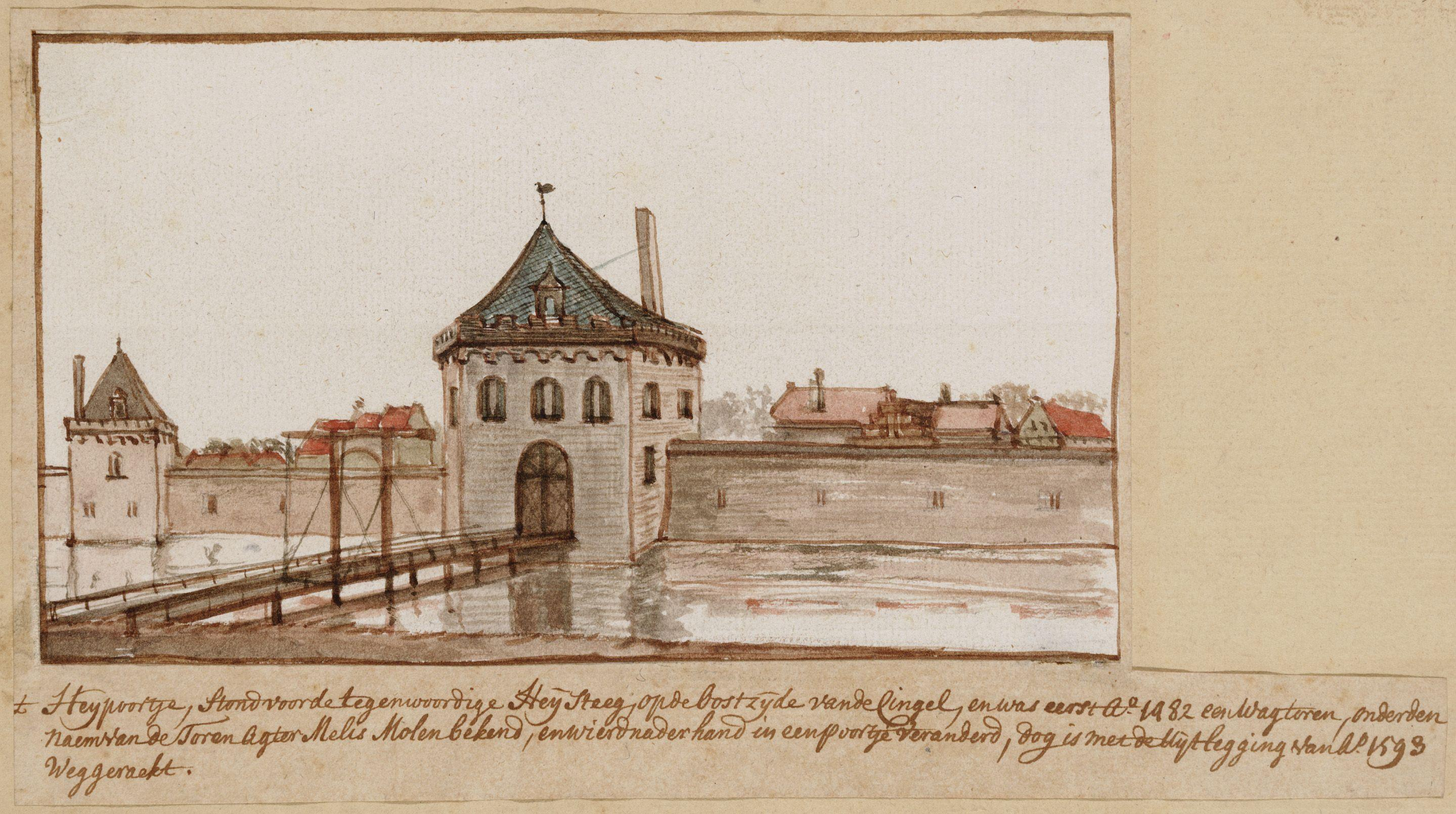
Hendrik Tavenier, gehistoriseerde prent van de Heypoort
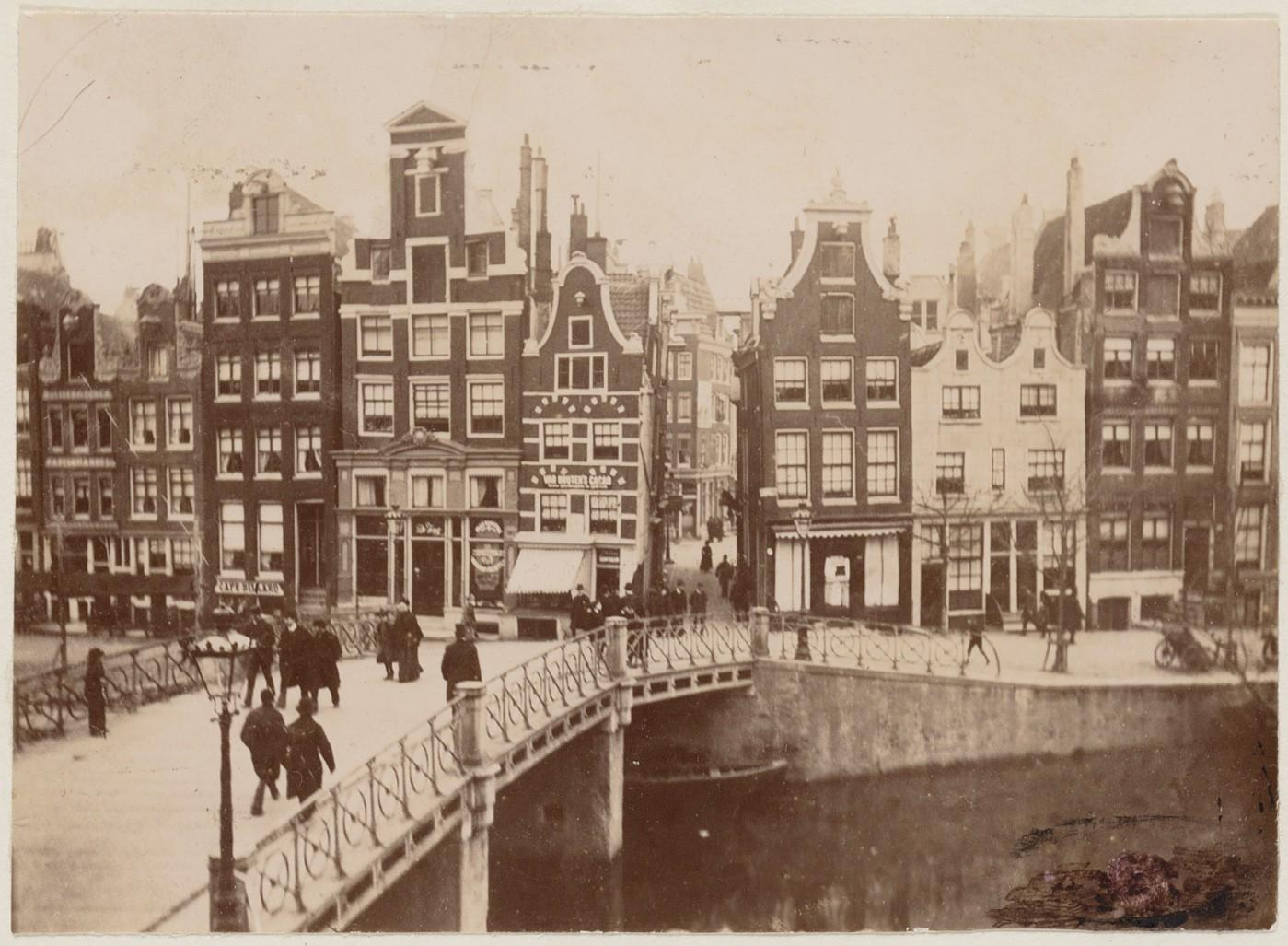
1891: De bolle brug naar een ontwerp van Pierson uit 1852
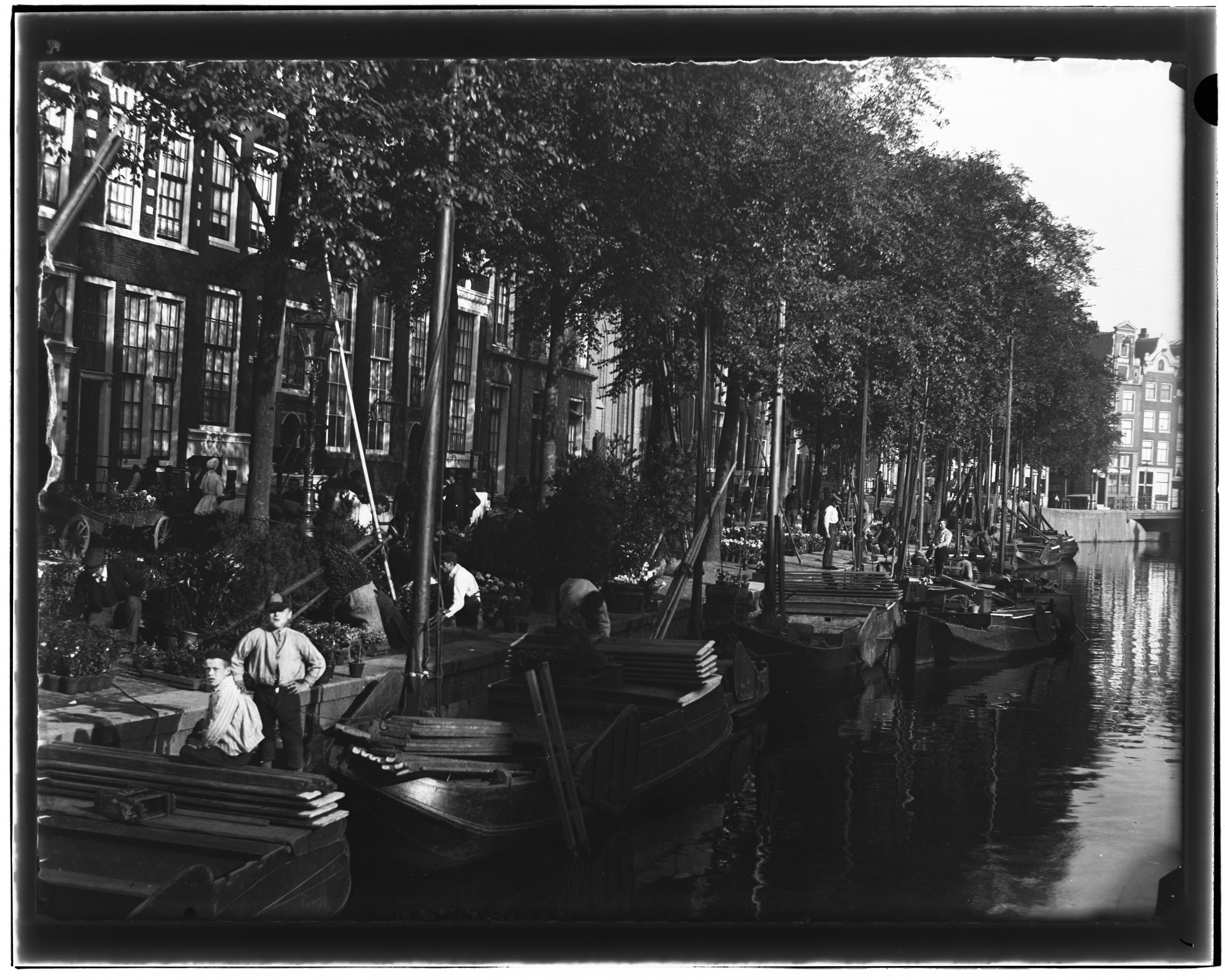
1895: De platte brug op de achtergrond vastgelegd door Jacob Olie
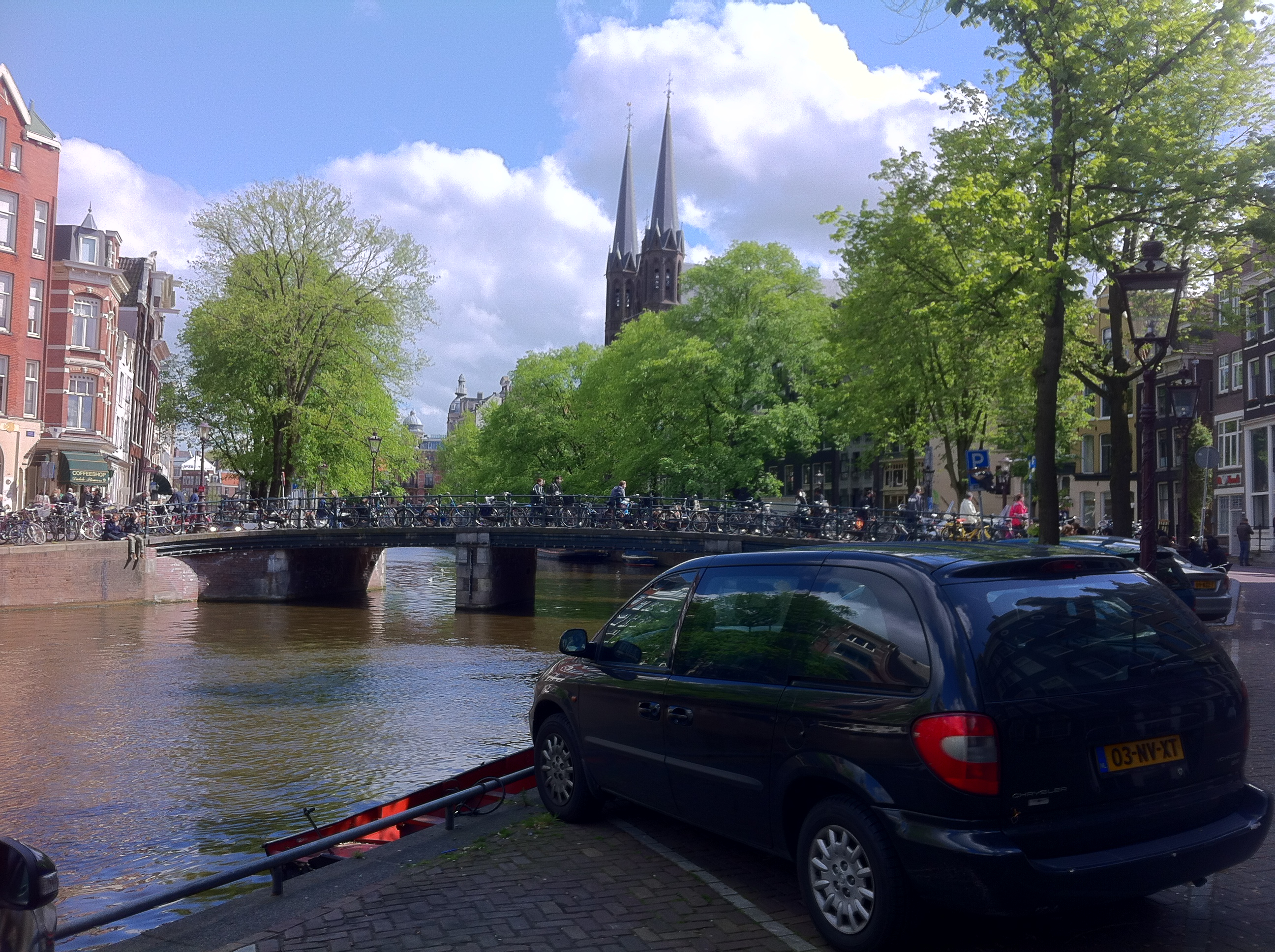
De heibrug in 2014
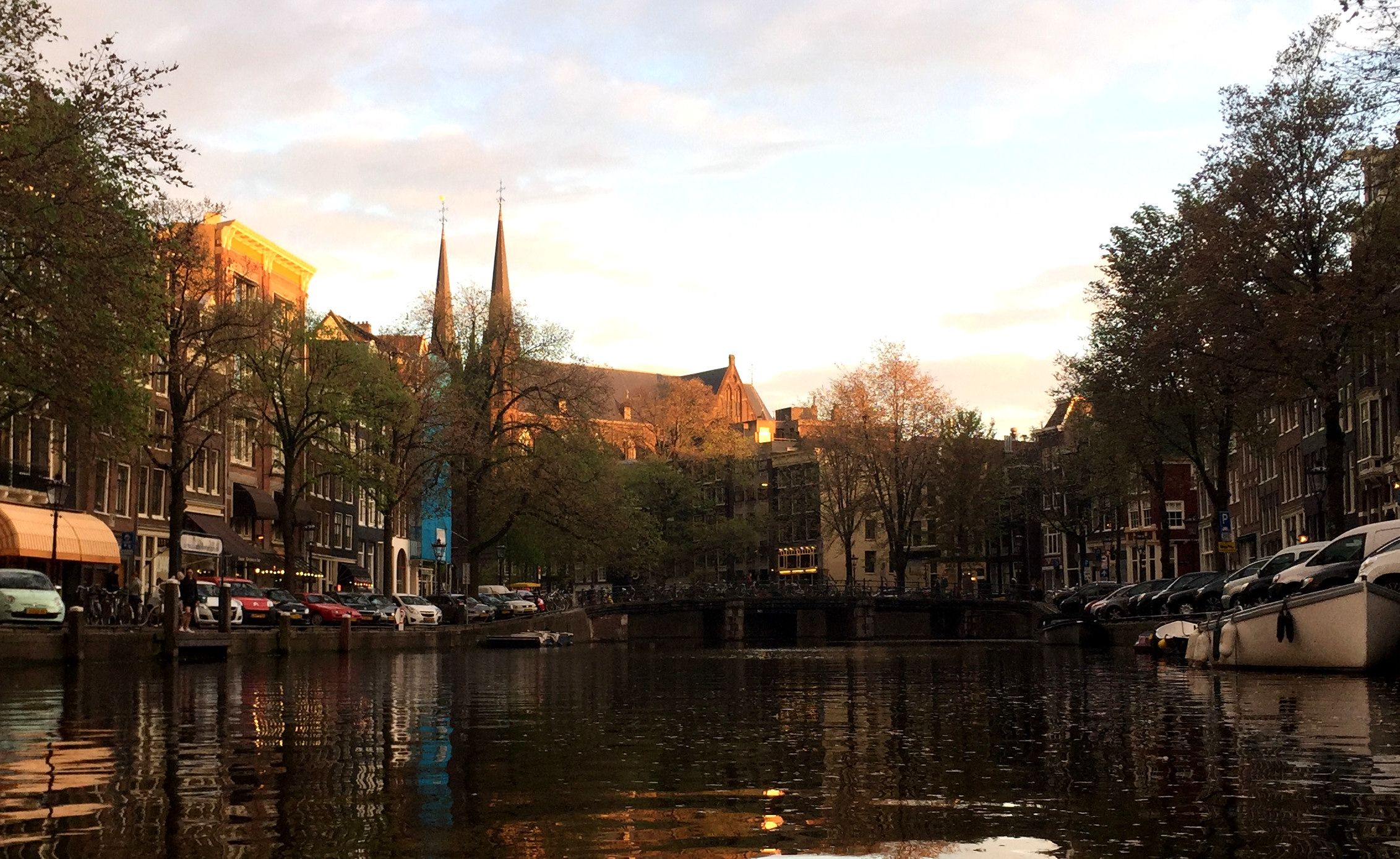
De Heibrug in 2017

1 · 2 · 3 · 4 · 5 · 6 · 7 · 8 · 9 · 10 · 11 · 12 · 13 · 14 · 15 · 16 · 17 · 18 · 19 · 20 · 21 · 22 · 23 · 24 · 25 · 26 · 27 · 28 · 29 · 30 · 31 · 32 · 34 · 35 · 36 · 37 · 38 · 39 · 40 · 41 · 42 · 43 · 44 · 45 · 46 · 47 · 48 · 49 · 50 · 51 · 52 · 53 · 54 · 55 · 56 · 57 · 58 · 59 · 60 · 61 · 62 · 63 · 64 · 65 · 66 · 67 · 68 · 69 · 70 · 71 · 72 · 73 · 74 · 75 · 76 · 77 · 78 · 79 · 80 · 81 · 82 · 84 · 85 · 86 · 87 · 88 · 89 · 90 · 91 · 92 · 93 · 94 · 95 · 96 · 97 · 98 · 99 · >>>
Brugnummers 33 en 83 zijn niet (meer) vergeven